# 2011-es MotoGP ausztrál nagydíj
Az ausztrál nagydíj volt a 2011-es MotoGP-világbajnokság tizenhatodik futama. A versenyt Phillip Islanden rendezték október 16-án.